# 井ノ上正盛
井ノ上 正盛（いのうえ まさもり、1973年5月11日 - 2003年11月29日）は、日本の外交官。イラク日本人外交官射殺事件で殉職した。位階勲等は従七位旭日双光章。熊本大学法学部卒業。学位は学士（法学）。

## 来歴・人物
小学生時代から少林寺流空手道錬心舘に親しむ。熊本大学法学部法律学科に入学し、在学中に、外務省専門職員採用試験に合格。大学卒業後、1996年に外務省へ入省し、中近東アフリカ局中近東第一課を皮切りに在シリア大使館（含 語学研修）、在チュニジア大使館、在ヨルダン大使館兼イラク大使館員歴任後、在イラク大使館三等書記官となる。
三等書記官として赴任したイラクにおいて、2003年11月29日、奥克彦参事官（殉職により大使へ特進）とともにイラク戦争後の復興支援活動などの職務を遂行のため、同大使館現地職員ジョルジース・スライマーン・ズーラの運転する車に乗車しティクリート近郊を軽防弾車で移動していたところ、何者かの銃撃を受けて殉職（イラク日本人外交官射殺事件）した。30歳没。同日付で従七位に叙され、旭日双光章を追贈、さらに一等書記官に2階級特進となった。

## 略歴
- 1973年5月11日　宮崎県都城市に生まれる
- 1989年3月　都城市立妻ヶ丘中学校卒業
- 1992年3月　宮崎県立都城泉ヶ丘高等学校卒業
- 1992年4月　熊本大学法学部入学
- 1995年9月　外務省専門職員採用試験合格
- 1996年3月　熊本大学法学部法律学科卒業
- 1996年4月　外務省入省。中近東アフリカ局中近東第一課、在シリア大使館、在チュニジア大使館等歴任。
- 2002年4月26日　イラク入り。 在ヨルダン大使館兼任イラク大使館員
- 2003年11月29日　イラク北部のティクリート近郊で殉職。同日付で、従七位に叙され、旭日双光章受章。一等書記官へ2階級特進。
- 2003年12月6日 青山葬儀所において井ノ上家・奥家・外務省合同葬がとりおこなわれ、小泉純一郎総理以下、総理経験者、現職大臣、また各国大使などが参列した。

## 同期
- 石川博崇（公明党参議院議員・防衛大臣政務官、井ノ上の葬儀では同期を代表して弔辞を読んでいる[2]。）